# Il fedele Patrash
Il fedele Patrash (フランダースの犬,?, Furandāsu no inu, lett. "Il cane delle Fiandre") è un anime televisivo prodotto dalla Nippon Animation e ispirato al romanzo Il cane delle Fiandre di Ouida. Trasmesso su Fuji Television nel 1975, è la storia di Nello e del suo cane Patrash, che abita col nonno e che si guadagna da vivere vendendo latte.
La serie è il primo capitolo ufficiale del progetto World Masterpiece Theater (noto all'epoca come Calpis Children's Theater) della Nippon Animation. Alla sua lavorazione parteciparono anche Isao Takahata e Hayao Miyazaki, rispettivamente in qualità di storyboard artist e di animatore per l'episodio 15.

## Trama
Le vicende si svolgono nella regione delle Fiandre nei pressi di Anversa. Nello è un bambino orfano dei genitori e abita con il nonno, con il quale si guadagna da vivere vendendo latte in città. Un giorno il ragazzo trova lungo la strada un bellissimo cane delle Fiandre, ferito e bisognoso di cure, che chiamerà Patrash. Il cane si dimostrerà sempre fedele e riconoscente con Nello e da quel momento lo aiuterà nel trasporto del latte dalla casetta del nonno alla città. Nello stringerà anche una forte amicizia con la piccola Aloise, ostacolata però dal padre della ragazzina, l'uomo più ricco del villaggio.
Nello possiede un grande talento per la pittura, ammira i quadri di Rubens e desidererebbe tanto vedere l'opera del grande pittore esposta nella chiesa della città, osservabile però solo a pagamento e questo il ragazzo non può permetterselo.
Ripone le sue speranze di una vita migliore in una gara di disegno ad Anversa, ma la giuria sceglie un altro vincitore, sicuramente meno meritevole di lui, ma figlio di un personaggio in vista della città. Dopo la morte prematura del nonno in seguito ad una malattia, disperato e senza più una casa, durante una terribile tempesta di neve si rifugia insieme a Patrash nella chiesa di Anversa per scampare al rigore dell'inverno. Lì finalmente verrà esaudito il suo grande desiderio: dopo tanto tempo riuscirà a vedere come in un sogno la famosa opera di Rubens esposta nella chiesa. Poi lentamente si addormenta con il suo cane e un gruppo di angeli lo viene a prendere per fargli ritrovare la madre e tutte le persone care che erano morte prima di lui.

## Personaggi e doppiatori
| Personaggio   | Doppiatore originale                                         | Doppiatore italiano    |
| ------------- | ------------------------------------------------------------ | ---------------------- |
| Nello Daas    | Michie Kita                                                  | Corrado Conforti       |
| Jean Daas     | Hirō Oikawa                                                  | Gino Pagnani           |
| Aloise Cogez  | Reiko Katsura Yōko Asagami (ep. 1-2) Yoshiko Matsuo (ep. 12) | Rossella Acerbo        |
| Baas Cogez    | Tamio Ōki                                                    | Renato Montanari       |
| Elena Cogez   | Taeko Nakanishi                                              | Carla Comaschi         |
| George        | Kuriko Komamura                                              | Julian Oliveri Orioles |
| Paul          | Masako Sugaya                                                |                        |
| Hans          | Yasuo Muramatsu                                              |                        |
| Moulette      | Haru Endō                                                    |                        |
| Michel        | Masashi Amenomori                                            |                        |
| Noel          | Ichirō Nagai                                                 |                        |
| Ansor         | Shōzō Iizuka                                                 |                        |
| Signora       | Haruko Kitahama                                              |                        |
| Andre         | Sumiko Shirakawa                                             |                        |
| Jestas        | Tetsuo Mizutori                                              |                        |
| Isabel        | Reiko Suzuki                                                 |                        |
| Helmond       | Takeshi Nakamura                                             |                        |
| Sergio        | Kōji Yada                                                    |                        |
| Milaine       | Toshiko Fujita                                               |                        |
| Claude        | Kei Tomiyama                                                 |                        |
| Annie         | Mari Okamoto                                                 |                        |
| Titolare      | Toku Nishio                                                  |                        |
| Betrand       | Kinto Tamura                                                 |                        |
| Stefan        | Yōko Yamaoka                                                 |                        |
| Hendrick Ray  | Iemasa Kayumi                                                |                        |
| Voce narrante | Reiko Mutō                                                   |                        |

## Sigle
Sigle giapponesi
Yoake no michi (よあけのみち?), sigla di apertura (e di chiusura negli episodi 1-8), musica di Takeo Watanabe è interpretata da Kumiko Ōsugi
Dokomademo arukou ne (どこまでもあるこうね?) sigla di chiusura (dall'episodio 9), musica di Takeo Watanabe è interpretata da Kumiko Ōsugi
Sigla italiana
Il fedele Patrash, sigla iniziale e finale, testo di Luigi Albertelli, musica e arrangiamento di Vince Tempera, è interpretata da I Cuccioli, Coro di Paola Orlandi

## Distribuzione
I primi episodi della serie furono accreditati alla Zuiyo Eizo e inseriti all'interno del contenitore Calpis Comic Theater (Karupisu manga gekijō). Il cartello iniziale cambiò in Calpis Children's Theater (Karupisu kodomo gekijō) a partire dall'episodio 21, quando venne ufficializzata la nascita della Nippon Animation, che continuò a detenere i diritti della serie. Tuttavia negli episodi dal 24 al 26 il logo iniziale tornò a recitare momentaneamente Calpis Comic Theater. Nei DVD pubblicati successivamente è stato mantenuto il logo Calpis Children's Theater per tutti i 52 episodi.

### Edizione italiana
La versione italiana fu trasmessa in prima visione su Rai Uno nel 1984, ma saltando due episodi e cambiando l'ordine di alcuni altri. Il doppiaggio è stato eseguito dalla Mops Film.

## Episodi
| Nº | Titolo italiano Giapponese 「Kanji」 - Rōmaji - Traduzione letterale                      | In onda           | In onda           |
| Nº | Titolo italiano Giapponese 「Kanji」 - Rōmaji - Traduzione letterale                      | Giapponese        | Italiano          |
| 1  | Un paesino delle Fiandre 「少年ネロ」 - Shōnen Nero – "Il ragazzino Nello"                | 5 gennaio 1975    | 18 giugno 1984    |
| 2  | Nello e Aloise 「アロアと森へ」 - Aroa to mori he – "Nella foresta con Aloise"            | 12 gennaio 1975   | 19 giugno 1984    |
| 3  | Nonno Jean 「アントワープの町で」 - Antowāpu no machi de – "Nella città di Anversa"       | 19 gennaio 1975   | 20 giugno 1984    |
| 4  | I nuovi amici di Patrash 「新しい友達」 - Atarashii tomodachi – "Nuovi amici"             | 26 gennaio 1975   | 27 giugno 1984    |
| 5  | Povero Patrash 「パトラッシュ」 - Patorasshu – "Patrash"                                  | 2 febbraio 1975   | 22 giugno 1984    |
| 6  | Si salverà Patrash? 「がんばれパトラッシュ」 - Ganbare Patorasshu – "Fatti forza Patrash" | 9 febbraio 1975   | 25 giugno 1984    |
| 7  | La guarigione di Patrash 「スープをおのみ」 - supu woonomi                                | 16 febbraio 1975  | 26 giugno 1984    |
| 8  | Un collare per Patrash 「ほえたよおじいさん」 - hoetayoojiisan                            | 23 febbraio 1975  | 28 giugno 1984    |
| 9  | Un uomo molto cattivo 「おもいでの鈴」 - omoideno suzu                                    | 2 marzo 1975      | 21 giugno 1984    |
| 10 | La spilla di Aloise 「アロアのブローチ」 - aroa no burochi                                | 9 marzo 1975      | 29 giugno 1984    |
| 11 | I tulipani della signora Elena 「エリーナの花畑」 - erina no hanahata                     | 16 marzo 1975     | 2 luglio 1984     |
| 12 | La promessa di nonno Jean 「おじいさんの小さな壺」 - ojiisanno chiisa na tsubo            | 23 marzo 1975     | 3 luglio 1984     |
| 13 | Il vecchio mulino 「ナポレオン時代の風車」 - naporeon jidai no fūsha                      | 30 marzo 1975     | 4 luglio 1984     |
| 14 | La nuova passione di Nello 「夜空に描いた絵」 - yozora ni egai ta e                       | 6 aprile 1975     | 5 luglio 1984     |
| 15 | Il quaderno dei conti 「古い帳簿」 - furui chōbo                                          | 13 aprile 1975    | 6 luglio 1984     |
| 16 | Un album da disegno per Nello 「10サンチームの写生帳」 - 10 sanchimu no shasei chō        | 20 aprile 1975    | 9 luglio 1984     |
| 17 | Una sorpresa per Nello 「丘の上の木の下で」 - oka no ueno kinoshita de                    | 27 aprile 1975    | 10 luglio 1984    |
| 18 | Blacky fa amicizia con Patrash 「いたずらっ子のクロ」 - itazuratsu ko no kuro             | 4 maggio 1975     | 11 luglio 1984    |
| 19 | Una notte senza Patrash 「金物屋が村に」 - kanamonoya ga mura ni                          | 11 maggio 1975    | 12 luglio 1984    |
| 20 | Il ritorno di Patrash 「どこまでも」 - dokomademo                                         | 18 maggio 1975    | 13 luglio 1984    |
| 21 | Un brutto presentimento 「船で来たお客さま」 - fune de kita o kyaku sama                  | 25 maggio 1975    | 16 luglio 1984    |
| 22 | Partirà Aloise? 「イギリスからの贈り物」 - igirisu karano okurimono                       | 1º giugno 1975    | 17 luglio 1984    |
| 23 | Il compleanno di Aloise 「アロアの誕生日」 - aroa no tanjōbi                              | 8 giugno 1975     | 18 luglio 1984    |
| 24 | Il ritratto di Aloise 「アロアの絵」 - aroa no e                                          | 15 giugno 1975    | 19 luglio 1984    |
| 25 | Un giorno alla partenza 「アロアがいない」 - aroa gainai                                  | 22 giugno 1975    | 23 luglio 1984    |
| 26 | Partenza per l'Inghilterra 「さようならアロア」 - sayōnara aroa                           | 29 giugno 1975    | 20 luglio 1984    |
| 27 | Un regalo per Nello 「アロアのいないクリスマス」 - aroa noinai kurisumasu                 | 6 luglio 1975     | 24 luglio 1984    |
| 28 | Una signora gentile 「親切な貴婦人」 - shinsetsu na kifujin                               | 13 luglio 1975    | 25 luglio 1984    |
| 29 | I quadri di Rubens 「ルーベンスの2枚の絵」 - rubensu no 2 mai no e                        | 20 luglio 1975    | 26 luglio 1984    |
| 30 | Una lettera per Nello 「雪の中の約束」 - yuki no nakano yakusoku                          | 27 luglio 1975    | 27 luglio 1984    |
| 31 | Un'impresa difficile 「ネロの決意」 - nero no ketsui                                      | 3 agosto 1975     | 2 agosto 1984     |
| 32 | La grande quercia 「大きなカシの木」 - ooki na kashi no ki                                | 10 agosto 1975    | 31 luglio 1984    |
| 33 | La partenza di Noulette 「こころの手紙」 - kokorono tegami                                | 17 agosto 1975    | 3 agosto 1984     |
| 34 | Presto tornerà Aloise 「ヌレットおばさん」 - nuretto obasan                               | 24 agosto 1975    | 14 agosto 1984    |
| 35 | Ben tornata, Aloise! 「お帰りアロア」 - o kaeri aroa                                      | 31 agosto 1975    | 20 agosto 1984    |
| 36 | Di nuovo felici 「アロアのくすり」 - aroa nokusuri                                        | 7 settembre 1975  | 24 agosto 1984    |
| 37 | La gara di pittura 「うれしい知らせ」 - ureshii shirase                                   | 14 settembre 1975 | 28 agosto 1984    |
| 38 | Nello si sente tradito 「ネロの大きな夢」 - nero no ooki na yume                          | 21 settembre 1975 | 30 agosto 1984    |
| 39 | Una tela nuova per Nello 「心をつなぐ二つの旗」 - kokoro wotsunagu futatsu no hata        | 28 settembre 1975 | 3 settembre 1984  |
| 40 | La malattia di nonno Jean 「おじいさんの口笛」 - ojiisanno kuchibue                       | 5 ottobre 1975    | 4 settembre 1984  |
| 41 | 「なつかしい長い道」 - natsukashii nagai michi                                            | 12 ottobre 1975   | Inedito           |
| 42 | Il nuovo vicino 「となりに来た人」 - tonarini kita nin                                    | 19 ottobre 1975   | 5 settembre 1984  |
| 43 | Il nuovo lavoro 「アロアのおてつだい」 - aroa nootetsudai                                 | 26 ottobre 1975   | 6 settembre 1984  |
| 44 | Addio nonno Jean 「おじいさんへのおみやげ」 - ojiisanhenoomiyage                          | 2 novembre 1975   | 7 settembre 1984  |
| 45 | La vita continua 「ひとりぼっちのネロ」 - hitoribocchino nero                             | 9 novembre 1975   | 11 settembre 1984 |
| 46 | 「おじいさんの顔」 - ojiisanno kao                                                        | 16 novembre 1975  | Inedito           |
| 47 | L'incendio del mulino 「風車小屋の火事」 - fūsha koya no kaji                             | 23 novembre 1975  | 12 settembre 1984 |
| 48 | Nello perde il lavoro 「なくなった仕事」 - nakunatta shigoto                              | 30 novembre 1975  | 13 settembre 1984 |
| 49 | Il ritratto di nonno Jean 「描けたよおじいさん」 - egake tayoojiisan                      | 7 dicembre 1975   | 14 settembre 1984 |
| 50 | Il giorno della gara 「発表の日」 - happyō no nichi                                       | 14 dicembre 1975  | 24 settembre 1984 |
| 51 | Una triste vigilia 「二千フランの金貨」 - nisen furan no kinka                            | 21 dicembre 1975  | 25 settembre 1984 |
| 52 | Addio Nello 「天使たちの絵」 - tenshi tachino e                                           | 28 dicembre 1975  | 26 settembre 1984 |

## Accoglienza
La serie gode di una grande popolarità in Giappone. La scena finale in particolare è ricordata dagli spettatori come tra le più commoventi della storia della televisione.

## Film
Nel 1997 Nippon Animation ha prodotto il lungometraggio cinematografico The Dog of Flanders, remake della serie.

## Iniziative collegate
Nel 2010, in occasione del 35º anniversario della produzione dell'anime e dell'inizio del World Masterpiece Theater, la Nippon Animation ha promosso un'iniziativa denominata Patorasshu kikin (パトラッシュ基金? 'Fondo Patrash'), rivolta alla raccolta di fondi per l'Associazione Giapponese Cani Guida, per finanziare l'acquisto di questo indispensabile ausilio per le persone con disabilità visiva.